# Carlos Martínez de Campos y Serrano
Carlos Martínez de Campos y Serrano (París, 6 de octubre de 1887-Madrid, 20 de mayo de 1975), iii duque de la Torre, fue un militar, historiador y académico español.

## Biografía
Nacido el 6 de octubre de 1887 en París, era hijo de Concepción Serrano —hija a su vez del general Francisco Serrano— y de José María Martínez de Campos. Combatió en la guerra de Melilla en 1909; posteriormente estuvo destinado como agregado militar en Japón y China. Entre 1921 y 1924 combatiría en la guerra del Rif. Permaneció como agregado militar de la embajada de España en Italia desde 1924 hasta 1931, asumiendo a partir de 1929 desde su destino en Roma atribuciones adicionales en Grecia, Bulgaria, Turquía y Albania. En septiembre de 1931 volvería a España.
Martínez de Campos, que se unió al bando franquista durante la Guerra Civil, sería promocionado a general de brigada ocupando la jefatura del Estado Mayor Central del Ejército de 1940 a 1941 y, en 1943, a general de división. Según recoge Gonzalo Menéndez-Pidal, Martínez Campos liberó al escritor donostiarra Pío Baroja de una probable ejecución en el pueblo de Santesteban, al comienzo de la Guerra Civil.  Fue una de las personalidades mencionadas en la orden de enero de 1941 que nombraba a los componentes del llamado Consejo de la Hispanidad. En 1943 fue el jefe de la comisión militar que negoció con Alemania la compra de armamento a través del Programa Bär.
Martínez de Campos, que tomó posesión de su condición de miembro de la Real Academia Española el 29 de enero de 1950, fue preceptor de Juan Carlos de Borbón entre 1955 y 1960. En 1951 fue ascendido a teniente general. Fue pasado por decreto a la reserva en 1957. Ingresó como miembro de número en la Real Academia de la Historia el 1 de diciembre de 1960, aunque ya era correspondiente desde 1923. Fue también vocal del Patronato «Juan de la Cierva» del CSIC.

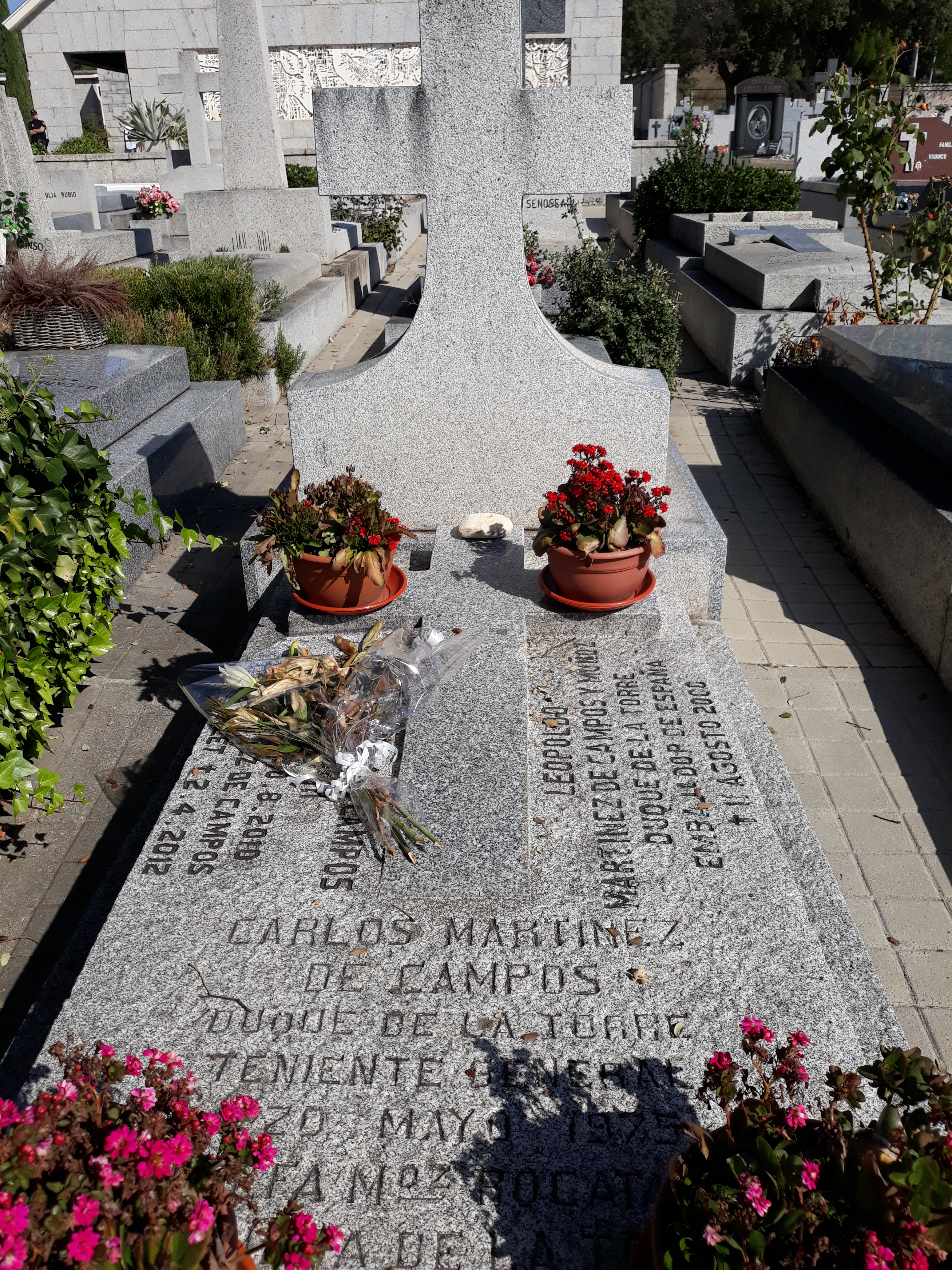
Tumba de Carlos Martínez de Campos y Serrano en el Cementerio de Mingorrubio, Madrid.

Falleció en Madrid el 20 de mayo de 1975.

## Condecoraciones
- Cruz de segunda clase de la Orden militar, con distintivo blanco (1935)[19]
- Comendador con Placa de la Gran Orden Imperial de las Flechas Rojas (1938)[20]
- Medalla Militar (1939)[21]
- Gran Cruz de la Orden de San Hermenegildo (1942)[22]
- Gran Cruz de la Orden del Mérito Militar con distintivo blanco (1942)[23]
- Gran Cruz de la Orden del Mérito Militar con distintivo blanco (1944)[24]
- Gran Cruz de la Orden de Isabel la Católica (1949).[25]
- Gran Cruz del Mérito Aeronáutico (1954)[26]
- Gran Cruz de la Real y Muy Distinguida Orden de Carlos III (1971)[27]

## Obras
| - Tratado de equitación (1912) - La Artillería y la Aviación (1917) - La zona francesa de Marruecos (1918) - Historia militar del Japón (1920) - Las fuerzas militares del Japón (1922) - Arte militar aéreo (1925) - La Artillería en la batalla (1928) - Pájaros de acero (1930) - La campaña de Fezzan (1935) - Los fuegos (1935) - Arte bélico (1936) - La cuestión de los servicios (1936) | - El empleo de la Artillería (1941) - Cuestiones de anteguerra (1944) - Teoría de la guerra (1944) - Ayer (1945) - Otra guerra (1948) - Dilemas (1950) - Canarias en la brecha (1953) - Figuras históricas (1958) - Ensayos y comentarios (1962) - Islandia tierra de hielo y fuego (1965) - España bélica. El siglo XVI (1966) |